# 風味堂 恋空3部作
風味堂 恋空（コイゾラ） 3部作（ふうみどう こいぞら さんぶさく）は、風味堂の2007年6月6日に発売された「手をつないだら」・7月11日発売の「カラダとカラダ」、そして8月15日発売「サヨナラの向こう側」を風味堂の新たなスタートと位置付けるテーマ。それぞれの曲には「はにかみ空」「ほてり空」「ひとり空」のキーワードのもと、「ひと夏」を彩る恋の物語が描かれている。
また、それに合わせ、パラレル連続ドラマも作られており、CDでーたでこれを元にした小説が同じく2007年6月～8月にかけて短期連載された。

## 解説
- このテーマの別名は『恋をしたらいろんな空が見えた』であり3部作専用ページのサイト名にもなっている。上記にもあるがこの3部作は、2007年からの風味堂の新スタートを位置している。
- 各曲共に、初回限定DVD封入パッケージ及び通常版の初回生産分に限り特典として、ワタリ直筆「恋空くんステッカー」が入っている。

## 発表曲

### 手をつないだら
1. 手をつないだら
  - 第一弾の曲。プロデュースは山本隆二。
2. Good morning

### カラダとカラダ
1. カラダとカラダ
  - 第二弾の曲。風味堂初のラテン調の曲。プロデュースは本間昭光。
2. 浜辺の風景

### サヨナラの向こう側
初回限定DVD封入パッケージに2007年6月20日に行われたZepp Tokyoにおける「風味堂ライブ2007 Zeppツアー今夜こっちコイヤ」の「もどかしさが奏でるブルース」と「愛してる」の二曲のライヴ映像のDVDが入っている。
1. サヨナラの向こう側
  - 第三弾の曲。テレビ朝日系ドラマ『警視庁捜査ファイル さくら署の女たち』主題歌。プロデュースは亀田誠治
2. Sweet home
3. クラクション・ラヴ -ONIISAN MOTTO GANBATTE- （From 鍵盤エクスタシーvol.3）